# Mashevski
Mashevski (del ruso: Машевский) es un jútor del raión de Gulkévichi del krai de Krasnodar, en el sur de Rusia. Está situado a orillas del arroyo Zelenchuk, afluente del río Zelenchuk Treti, 8 km al sur de Gulkévichi y 138 km al nordeste de Krasnodar, la capital del krai. Tenía 434 habitantes en 2010.
Pertenece al municipio Sokolovskoye.

## Transporte
Por la localidad pasa la carretera federal M29 Cáucaso.